# Hansjörg Schlager
Hansjörg Schlager (ur. 20 sierpnia 1948 w Langenau, zm. 10 marca 2004 w Titisee-Neustadt) – niemiecki narciarz alpejski reprezentujący barwy RFN. Zajął 19. miejsce w zjeździe na igrzyskach w Sapporo. Jego najlepszym wynikiem na mistrzostwach świata było 6. miejsce w kombinacji na mistrzostwach w Val Gardena w 1970 r. Najlepsze wyniki w Pucharze Świata osiągnął w sezonie 1974/1975, kiedy to zajął 26. miejsce w klasyfikacji generalnej, a w klasyfikacji giganta był dziewiąty.

## Sukcesy

### Puchar Świata

#### Miejsca w klasyfikacji generalnej
- 1967/1968 – 45.
- 1972/1973 – 37.
- 1973/1974 – 26.
- 1974/1975 – 26.

#### Miejsca na podium
1. Garmisch-Partenkirchen – 5 stycznia 1974 (slalom) – 3. miejsce